# Markt 1 (Bredevoort)

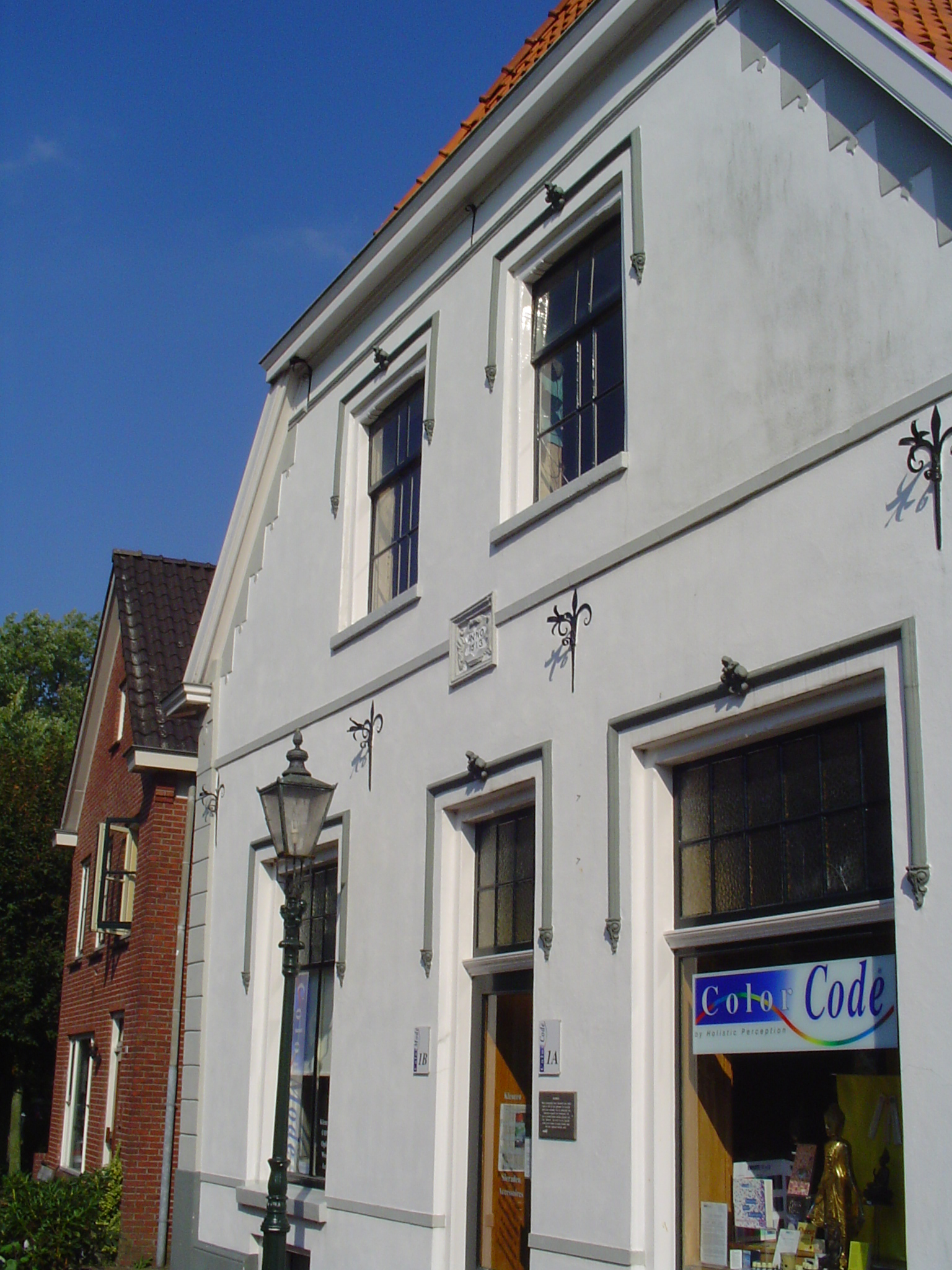
Voorgevel

Markt 1 is een voormalig borgmanshuis aan de Markt in Bredevoort.

## Bouwkundige kenmerken
Het is een pand onder een hoog wolfsdak, dat aan de achterzijde aansluit tegen een puntgevel met vlechtingen, muurankers, ontlastingsbogen en duivengaten. In de gepleisterde voorgevel bevinden zich muurankers en een gevelsteen met cartouche: 1613.

## Eigenaren
Tot 1613 was het pand in het bezit van de familie Rasehorn, die borgmannen en richters waren van Bredevoort. Zij verkopen het pand in 1613 aan kapitein Maximiliaan Clinger en diens vrouw Maria van der Poll. Mogelijk is toen ook de gevel verbouwd, waarbij de gevelsteen met het jaartal is aangebracht. Daarna is het pand onder andere in het bezit geweest van predikant Johannes Petri Verschage vanaf 1662 van commies Hendrick ten Hagen en zijn erfgenamen. Het blijft in het bezit van verschillende leden van de familie ten Hagen tot 1798, als het verkocht wordt aan Gerhardus Loef en Johanna Willink. Zij verkopen het in 1800 aan Jan Barend Swijtink en Anna Catharina Harmsen. De familie Swijtink/Zwijtink heeft het vervolgens jarenlang in bezit en in gebruik als bakkerij. Nadien was het pand een tijdlang als boekenwinkel in gebruik en van maart 2010 tot medio 2013 was er een luxe lunchroom gevestigd, waarbij het oude interieur uit 1947 van de voormalige bakkerswinkel nog volledig intact gelaten werd.

## Kruittorenramp
Dit is een van de weinige nog bestaande huizen in Bredevoort waarvan door het jaartal in de gevel onomstotelijk vaststaat dat het dateert van voor de kruittorenramp in 1646. Ondanks dat het vrij dicht bij het kasteel lag, is het waarschijnlijk niet ernstig beschadigd want de lijken van de slachtoffers werden naar dit huis gebracht.